# Comuna Batoș, Mureș
Batoș (în maghiară: Bátos, în germană: Botsch) este o comună în județul Mureș, Transilvania, România, formată din satele Batoș (reședința), Dedrad, Goreni și Uila.

## Demografie
Componența etnică a comunei Batoș
     Români (72,08%)
     Maghiari (14,09%)
     Romi (7,51%)
     Germani (1,21%)
     Alte etnii (0,08%)
     Necunoscută (5,03%)
Componența confesională a comunei Batoș
     Ortodocși (73,3%)
     Romano-catolici (8,13%)
     Reformați (5,11%)
     Evanghelici luterani (3,82%)
     Evanghelici (1,86%)
     Alte religii (2,48%)
     Necunoscută (5,31%)
Conform recensământului efectuat în 2021, populația comunei Batoș se ridică la 3.876 de locuitori, în scădere față de recensământul anterior din 2011, când fuseseră înregistrați 3.926 de locuitori. Majoritatea locuitorilor sunt români (72,08%), cu minorități de maghiari (14,09%), romi (7,51%) și germani (1,21%), iar pentru 5,03% nu se cunoaște apartenența etnică. Din punct de vedere confesional, majoritatea locuitorilor sunt ortodocși (73,3%), cu minorități de romano-catolici (8,13%), reformați (5,11%), evanghelici luterani (3,82%) și evanghelici (1,86%), iar pentru 5,31% nu se cunoaște apartenența confesională.

## Politică și administrație
Comuna Batoș este administrată de un primar și un consiliu local compus din 13 consilieri. Primarul, Dumitru Cotoi[*], de la Partidul Social Democrat, este în funcție din 2008. Începând cu alegerile locale din 2024, consiliul local are următoarea componență pe partide politice:
|  | Partid                                 | Consilieri | Componența Consiliului | Componența Consiliului | Componența Consiliului | Componența Consiliului | Componența Consiliului | Componența Consiliului |
|  | -------------------------------------- | ---------- | ---------------------- | ---------------------- | ---------------------- | ---------------------- | ---------------------- | ---------------------- |
|  | Partidul Social Democrat               | 6          |                        |                        |                        |                        |                        |                        |
|  | Partidul Național Liberal              | 4          |                        |                        |                        |                        |                        |                        |
|  | Alianța pentru Unirea Românilor        | 1          |                        |                        |                        |                        |                        |                        |
|  | Uniunea Democrată Maghiară din România | 1          |                        |                        |                        |                        |                        |                        |
|  | Partidul Mișcarea Populară             | 1          |                        |                        |                        |                        |                        |                        |

## Personalități născute aici
- George Gross (1941 - 2010), jucător de fotbal american, emigrat în SUA.

## Vezi și
- Biserica fortificată din Batoș
- Biserica evanghelică din Dedrad
- Biserica reformată din Goreni
- Biserica evanghelică din Uila

## Imagini

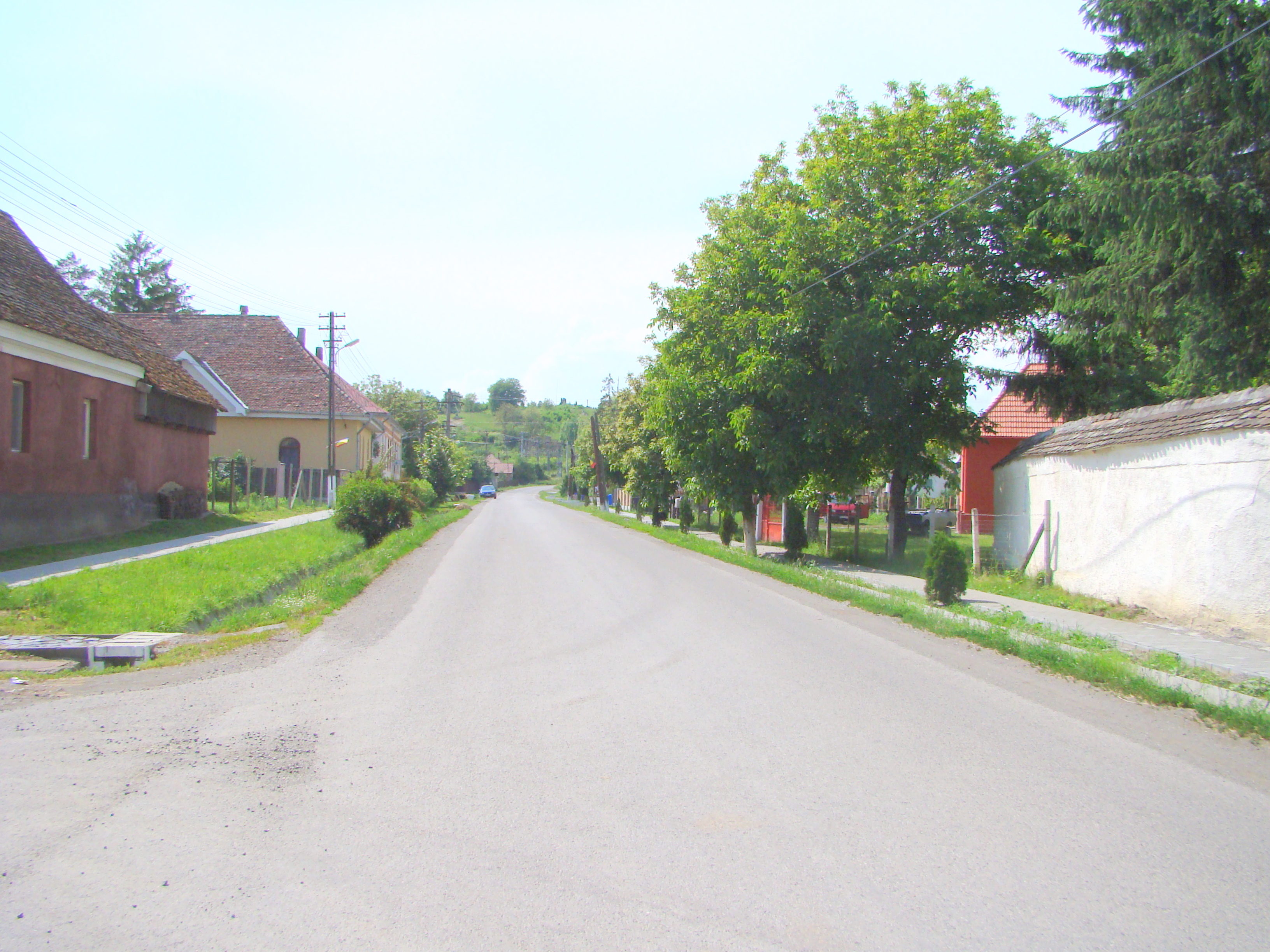
Batoș
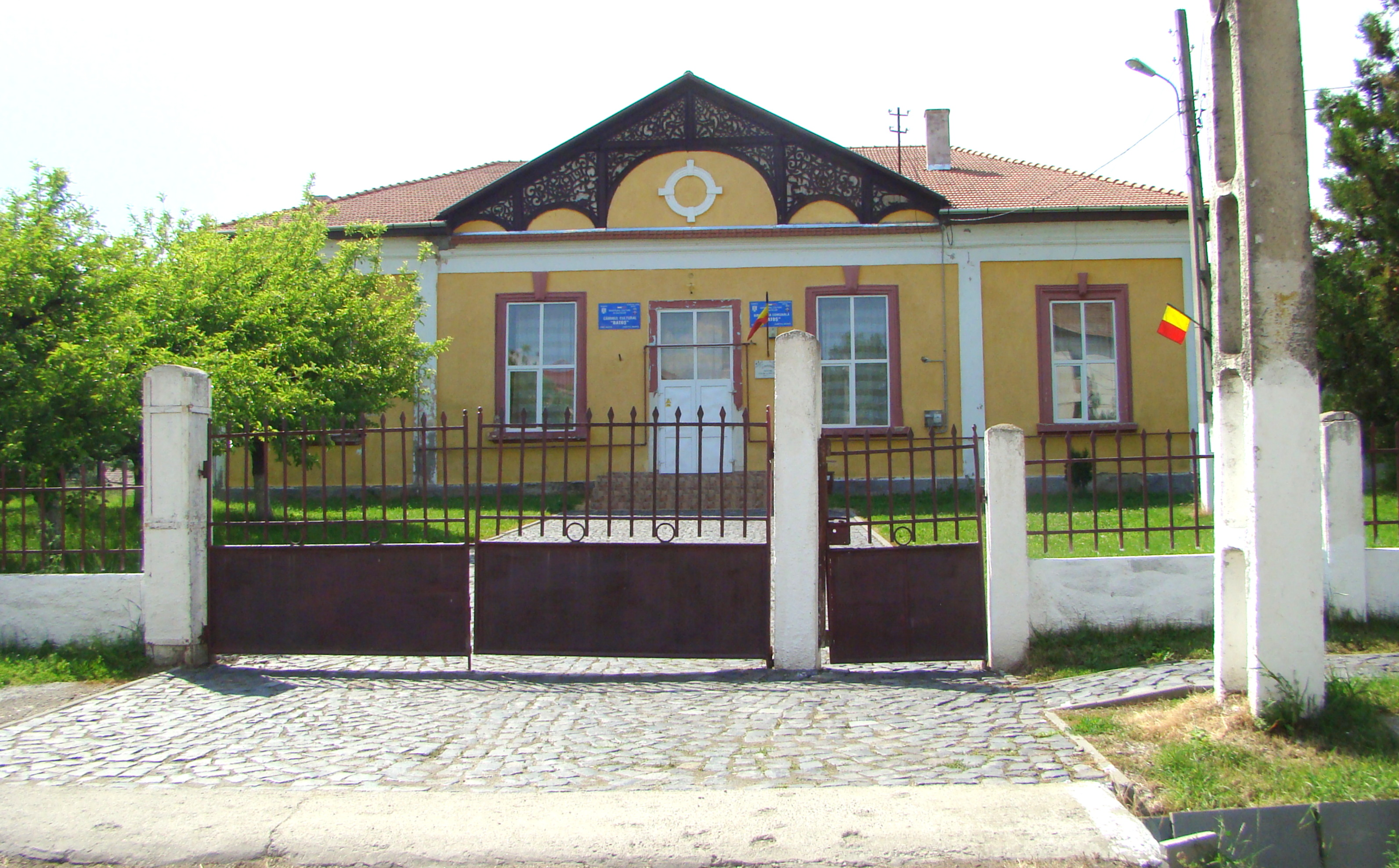
Căminul cultural din Batoș
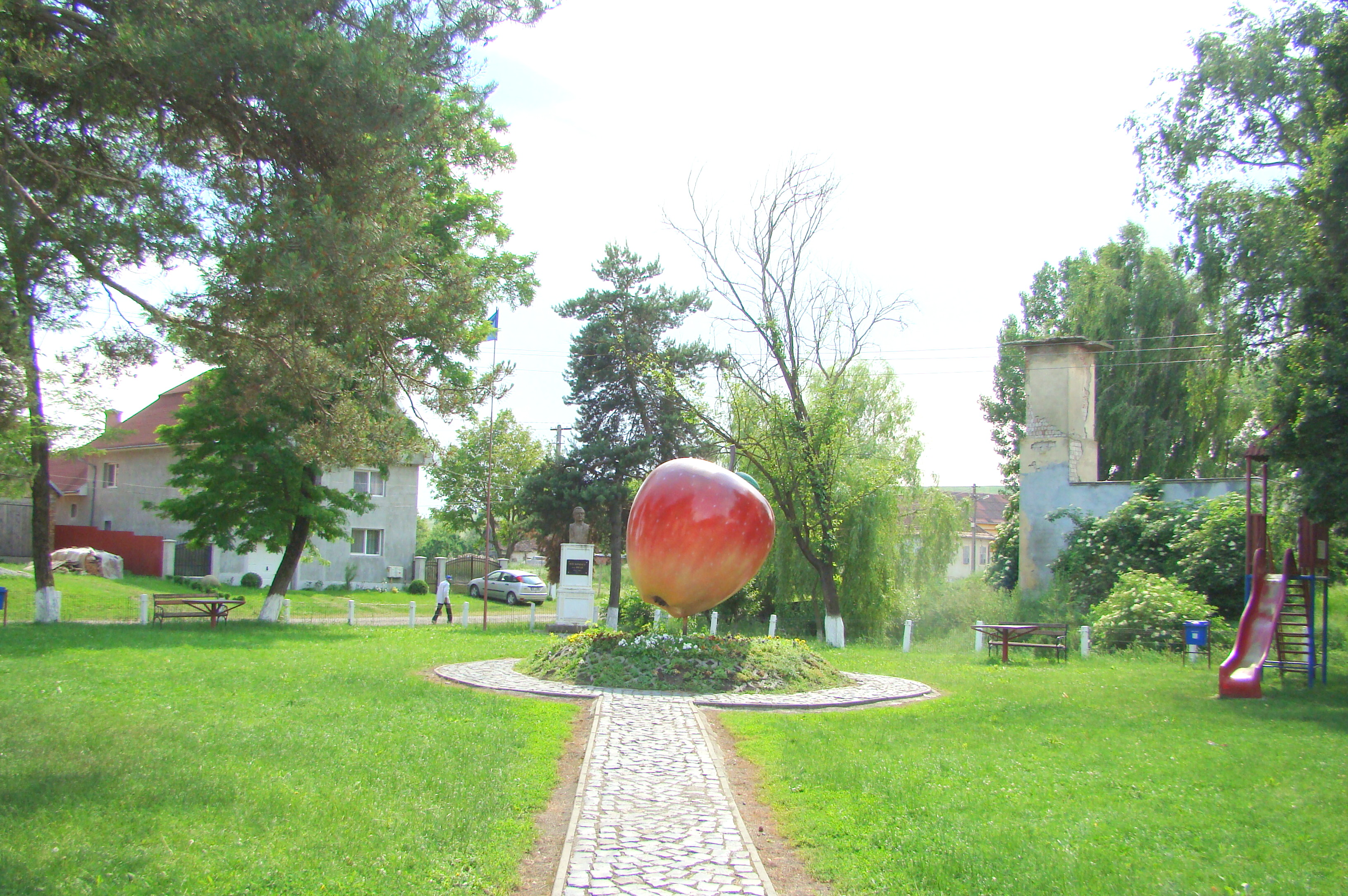
Monumentul mărului
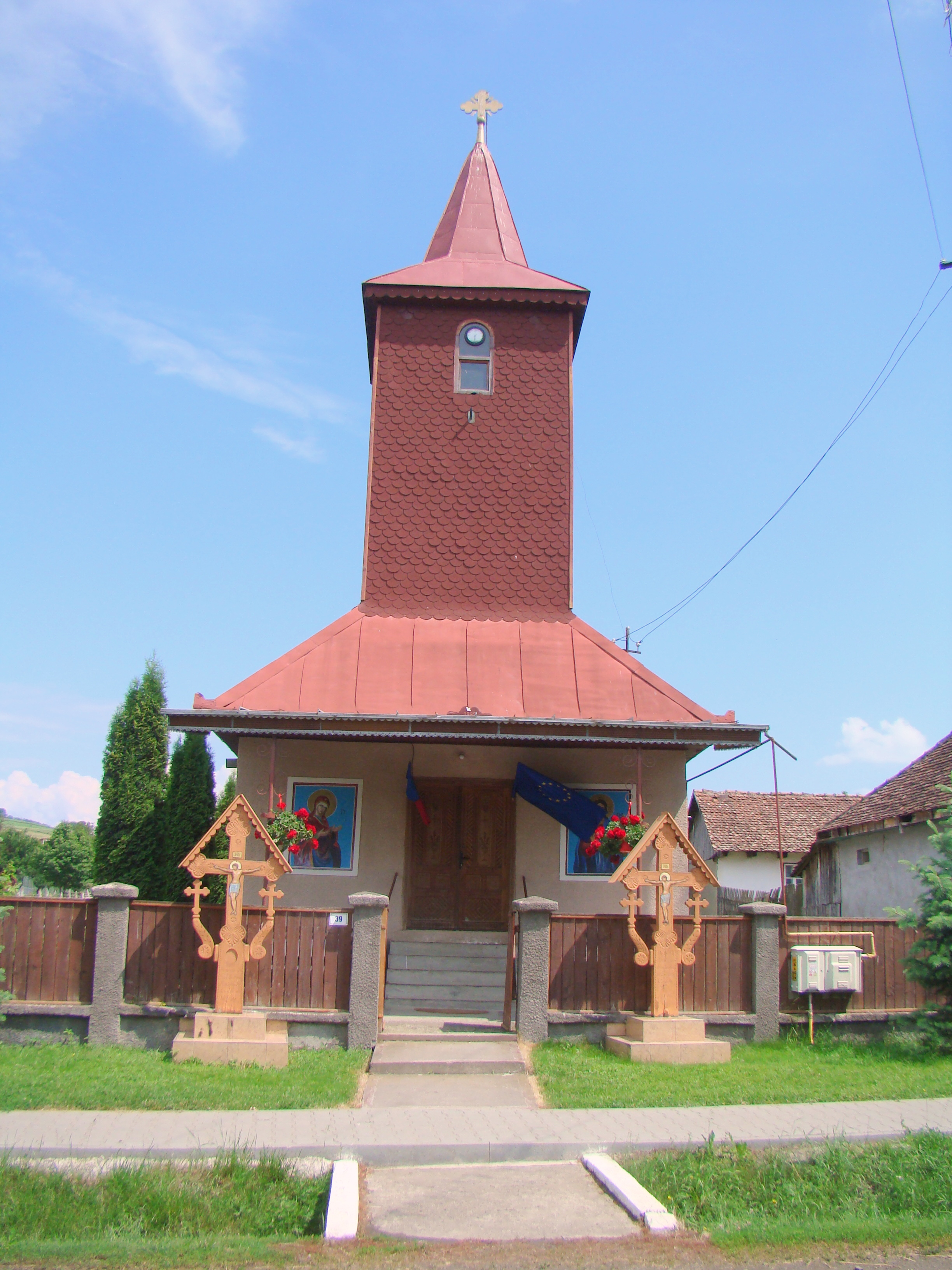
Biserica de lemn
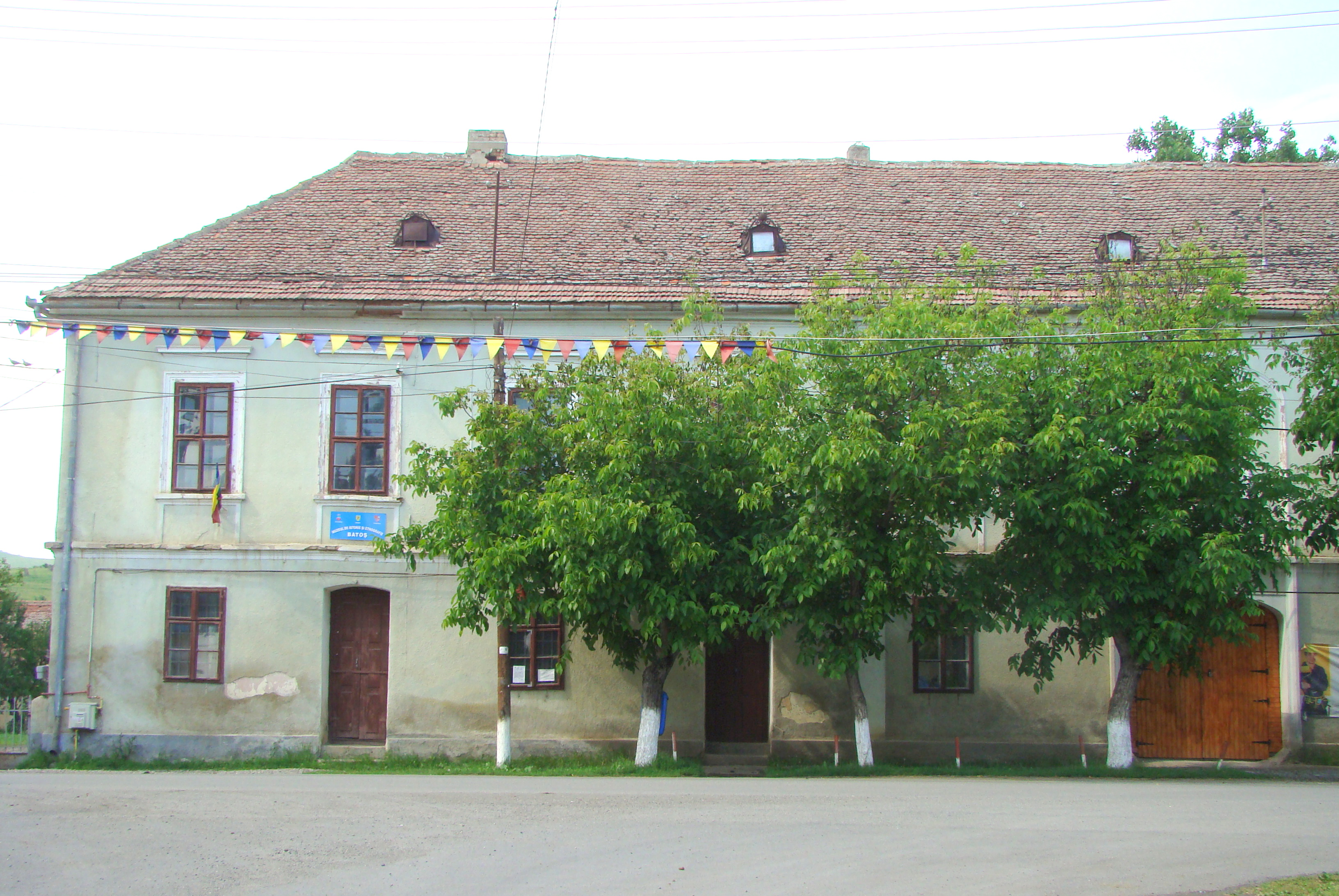
Muzeul etnografic
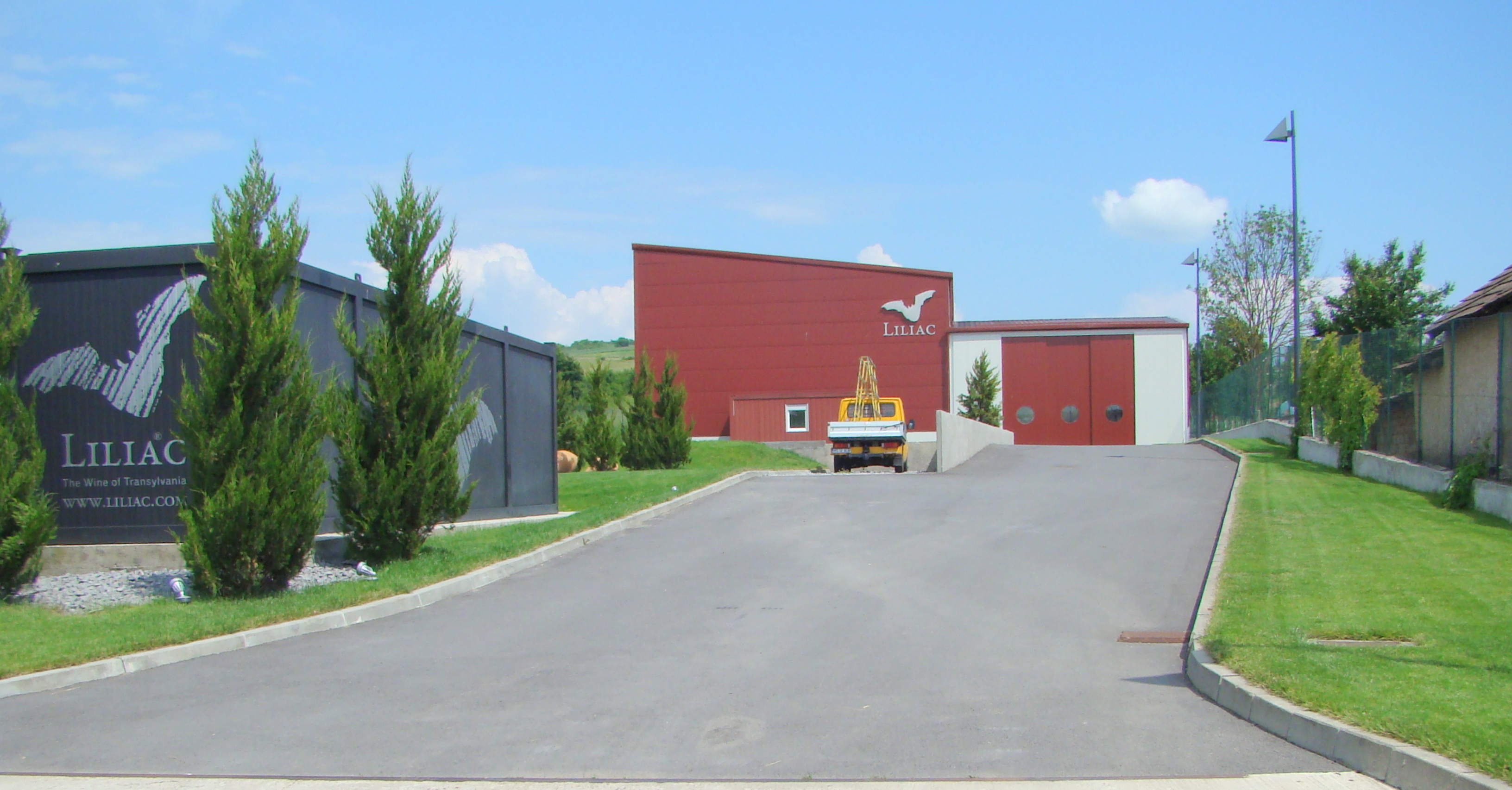
Crama Liliac (investiție austriacă)
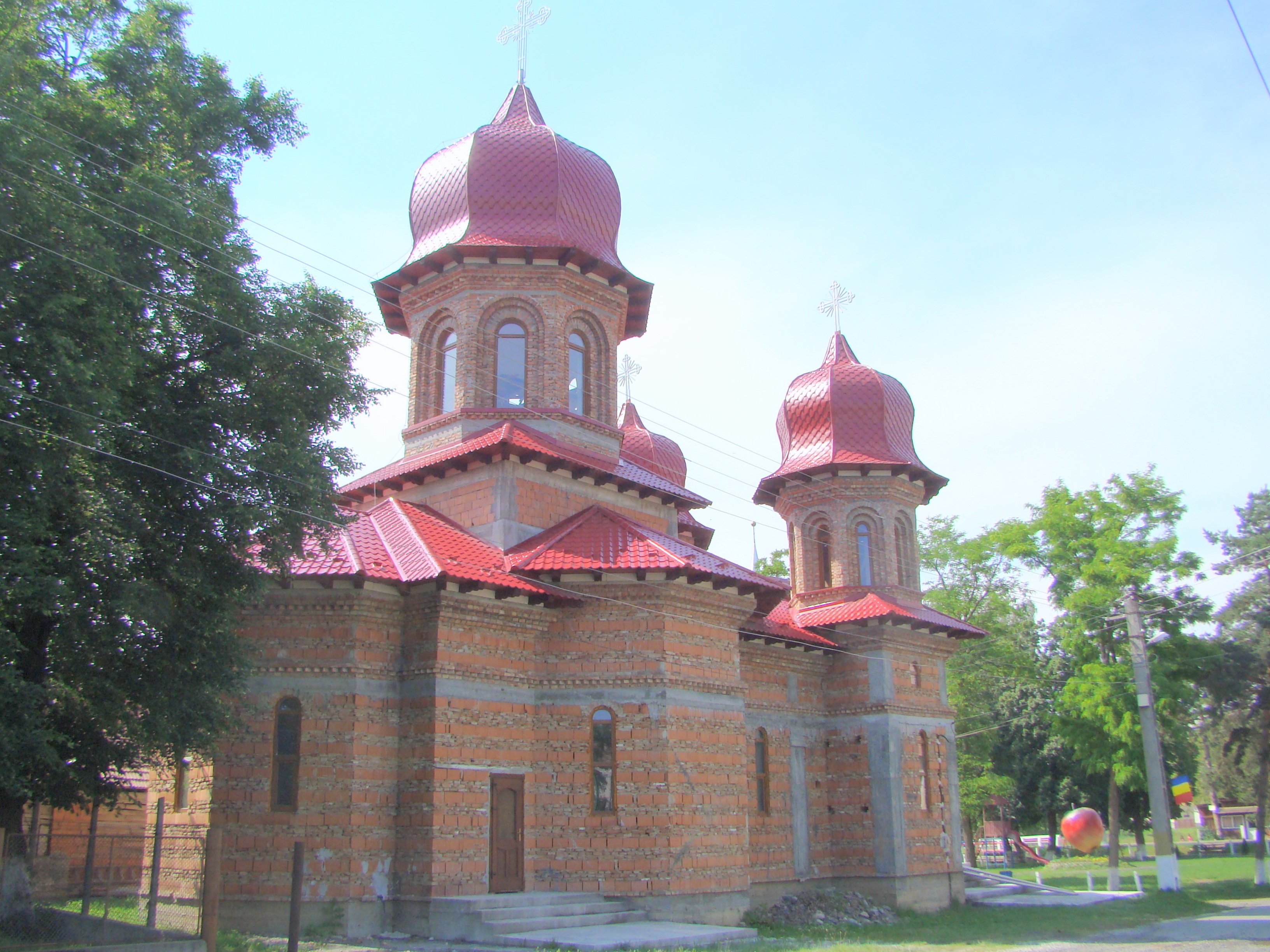
Biserica ortodoxă
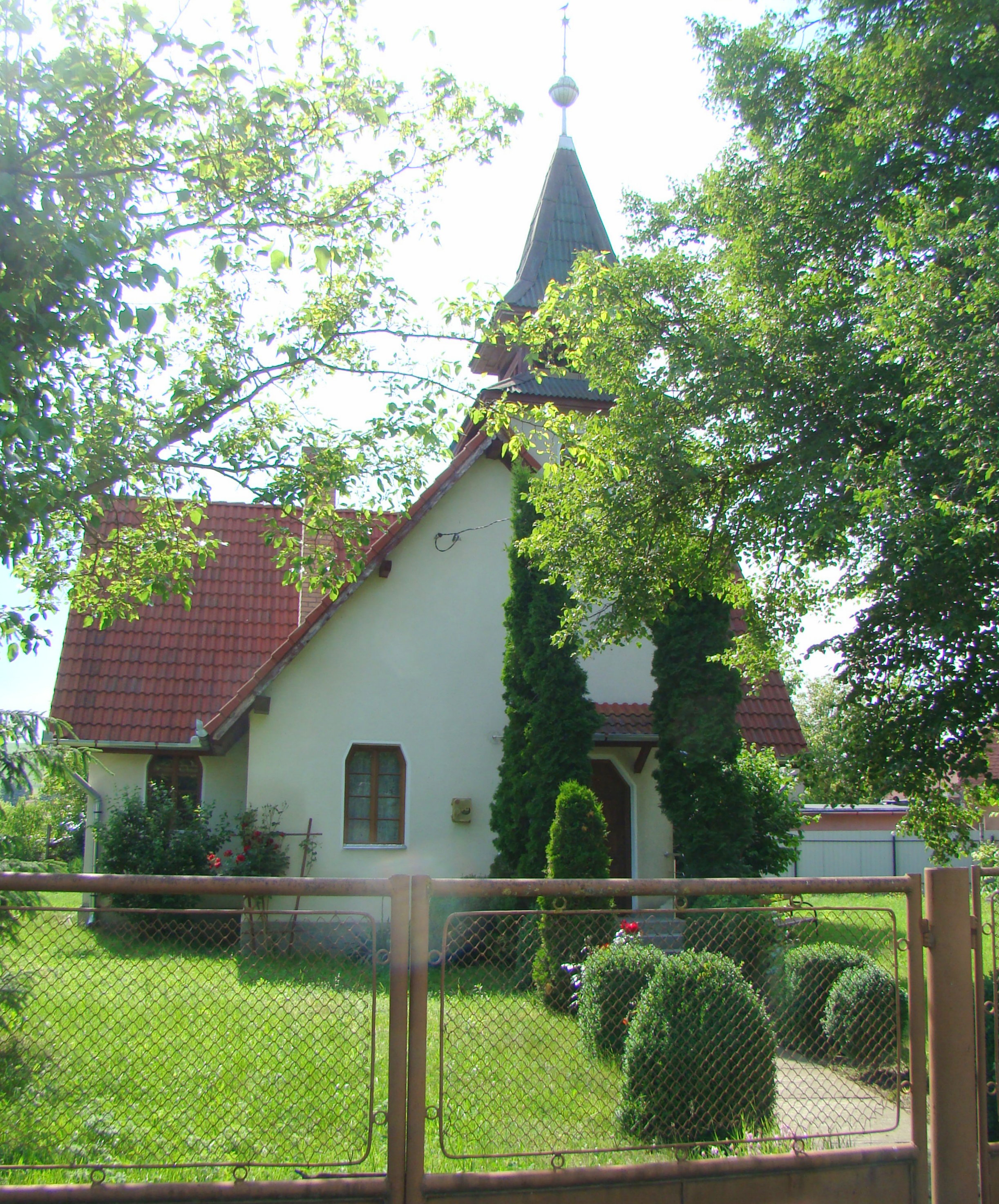
Biserica reformată
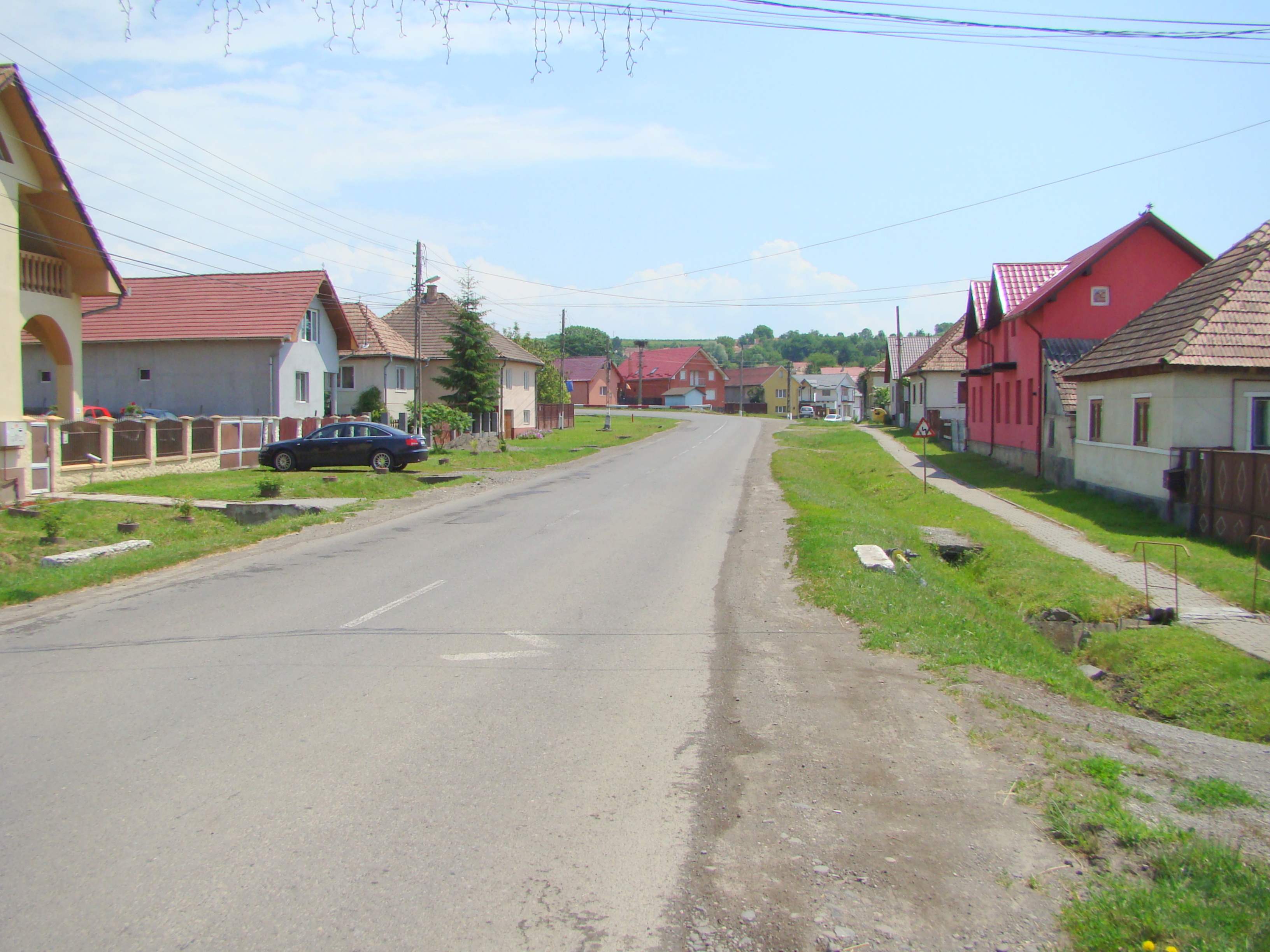
Dedrad
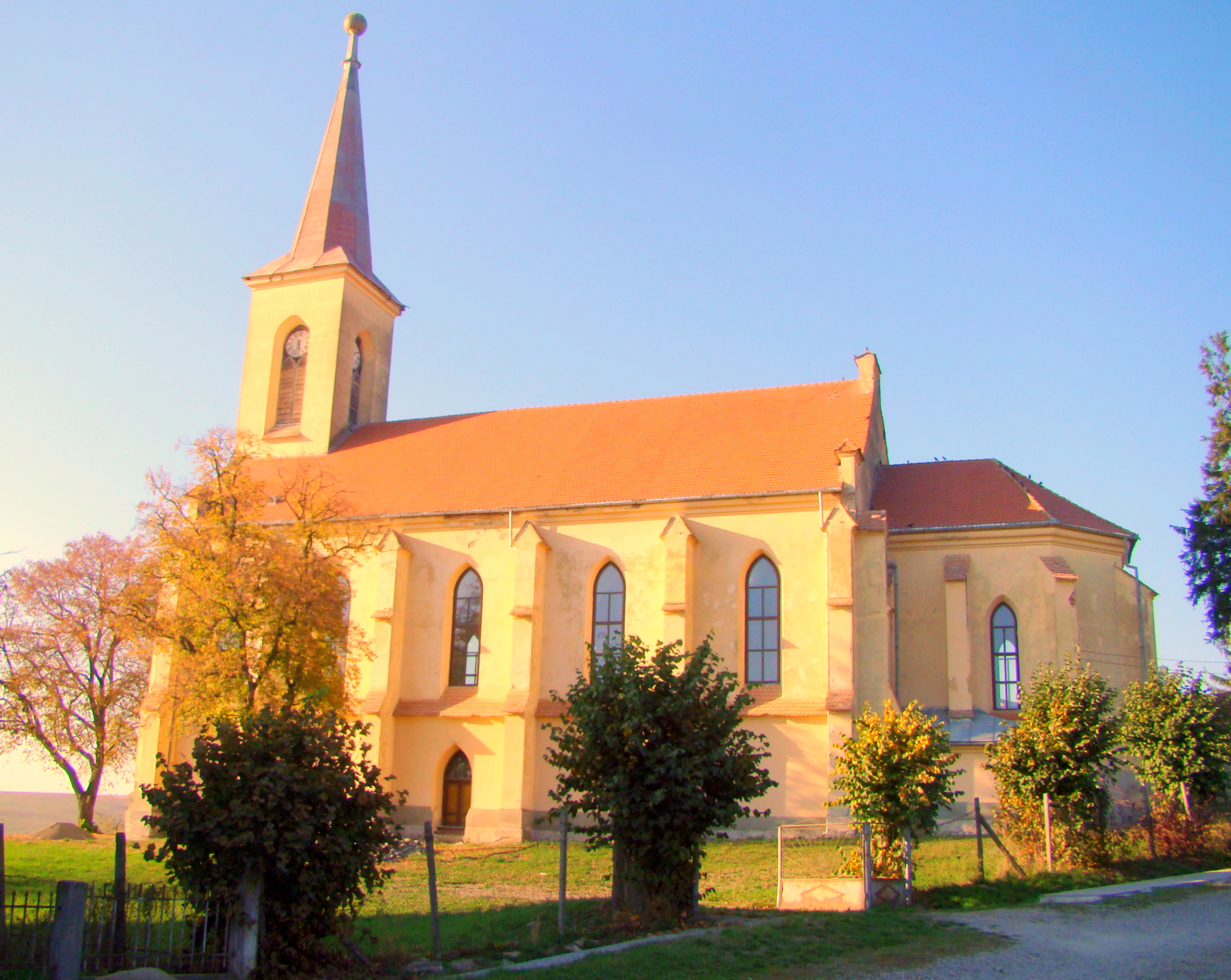
Biserica evanghelică din Dedrad (monument istoric)
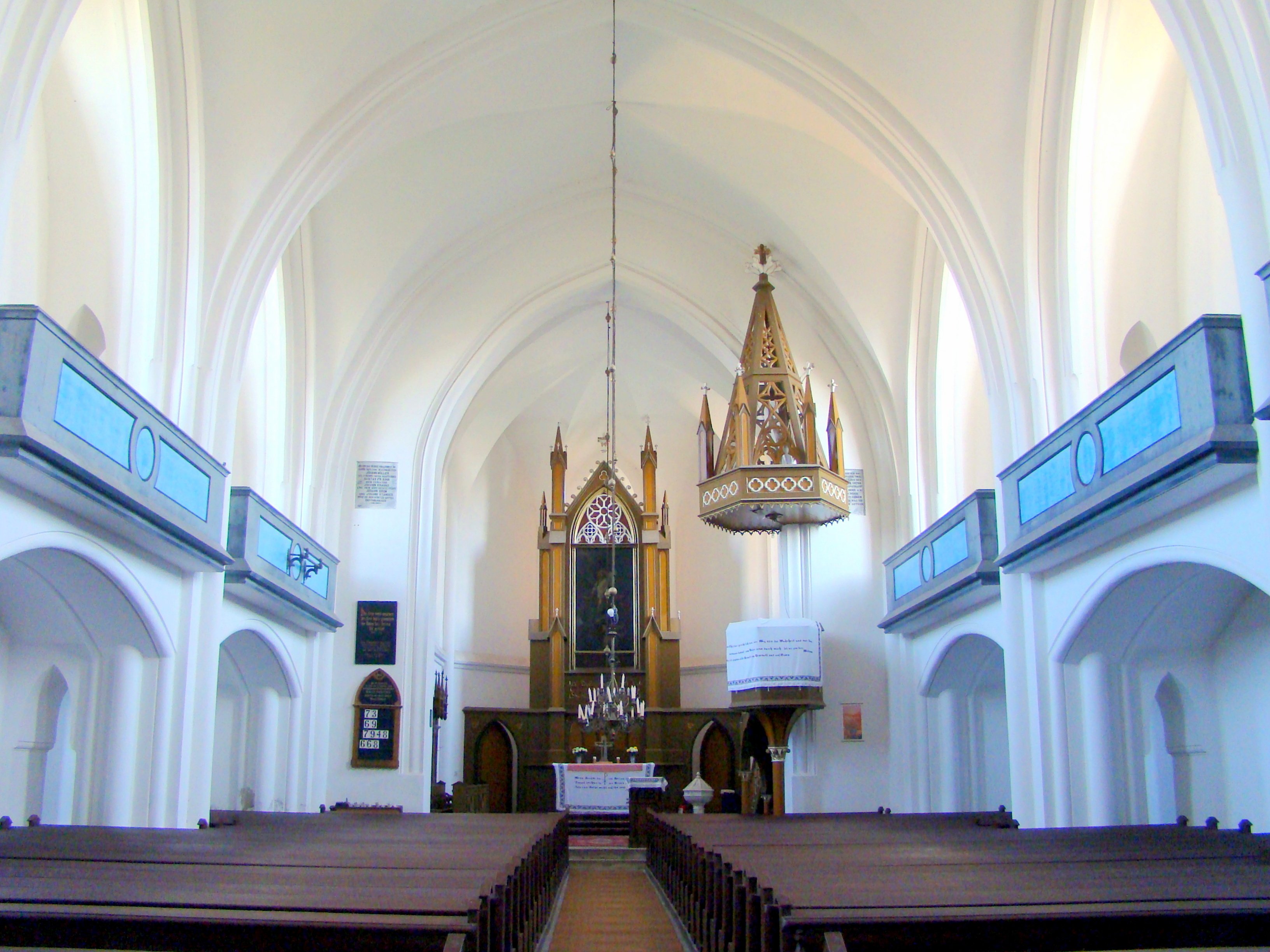
Biserica evanghelică din Dedrad (monument istoric)
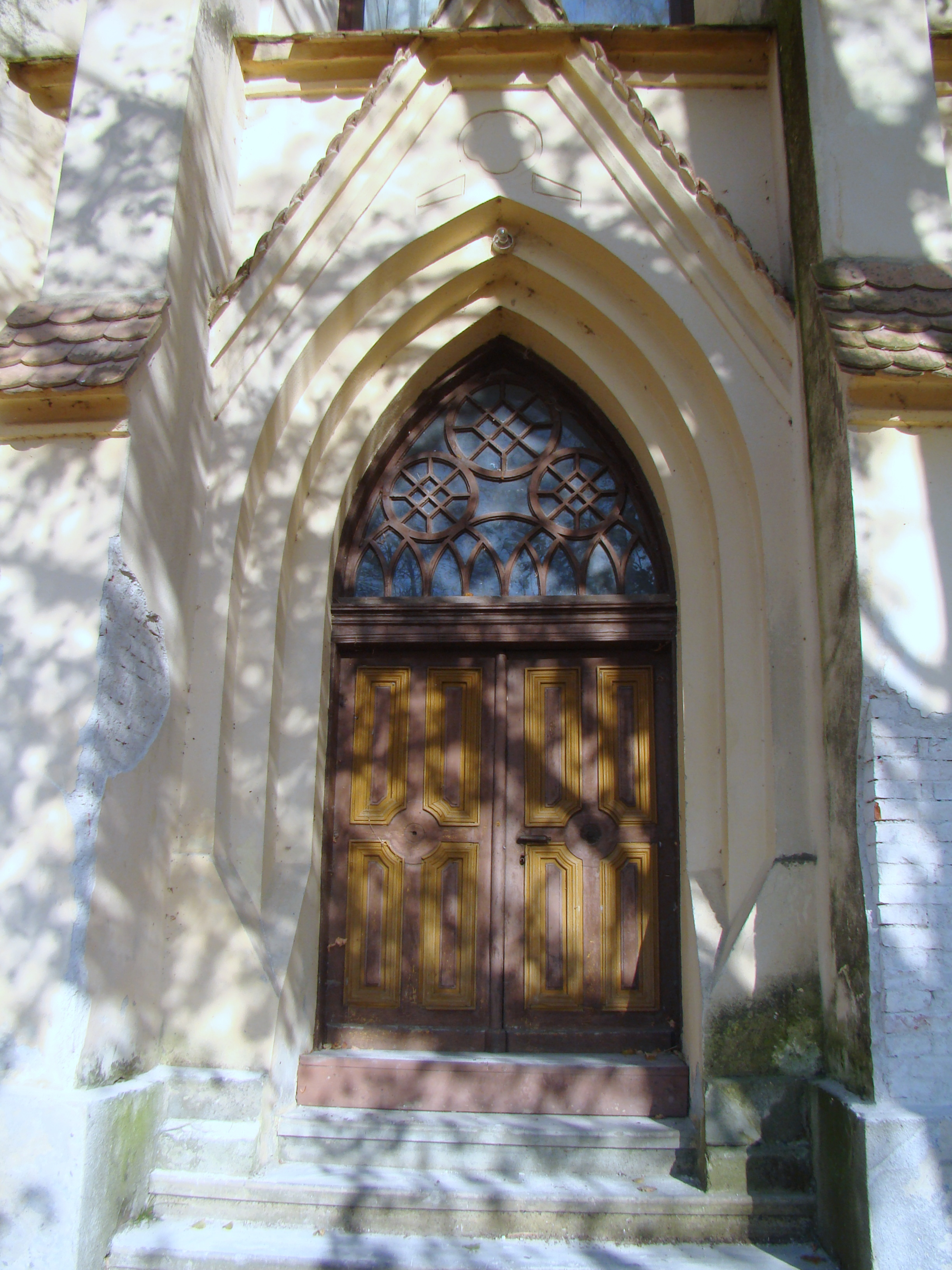
Portalul gotic în arc frânt
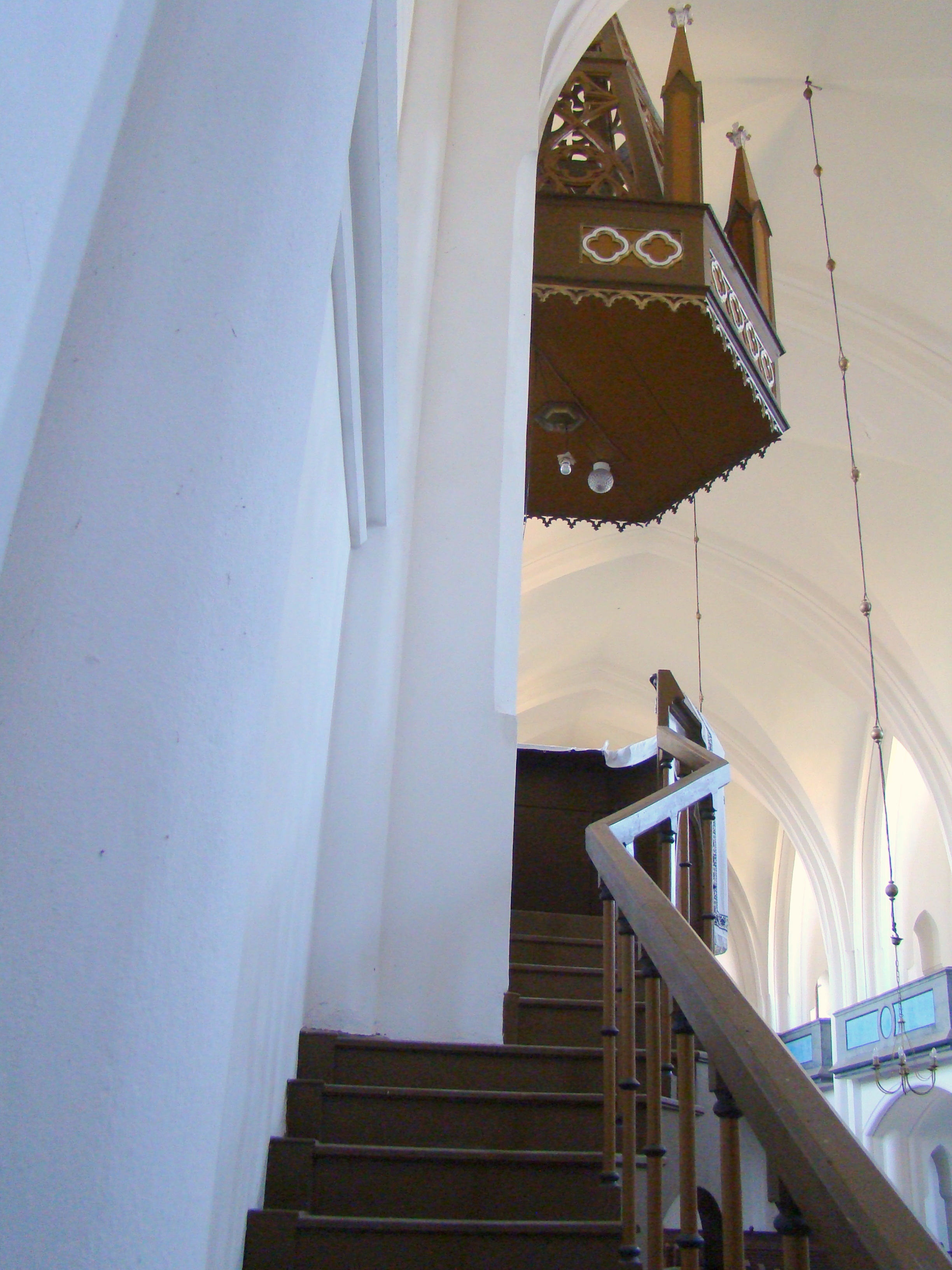
Amvonul
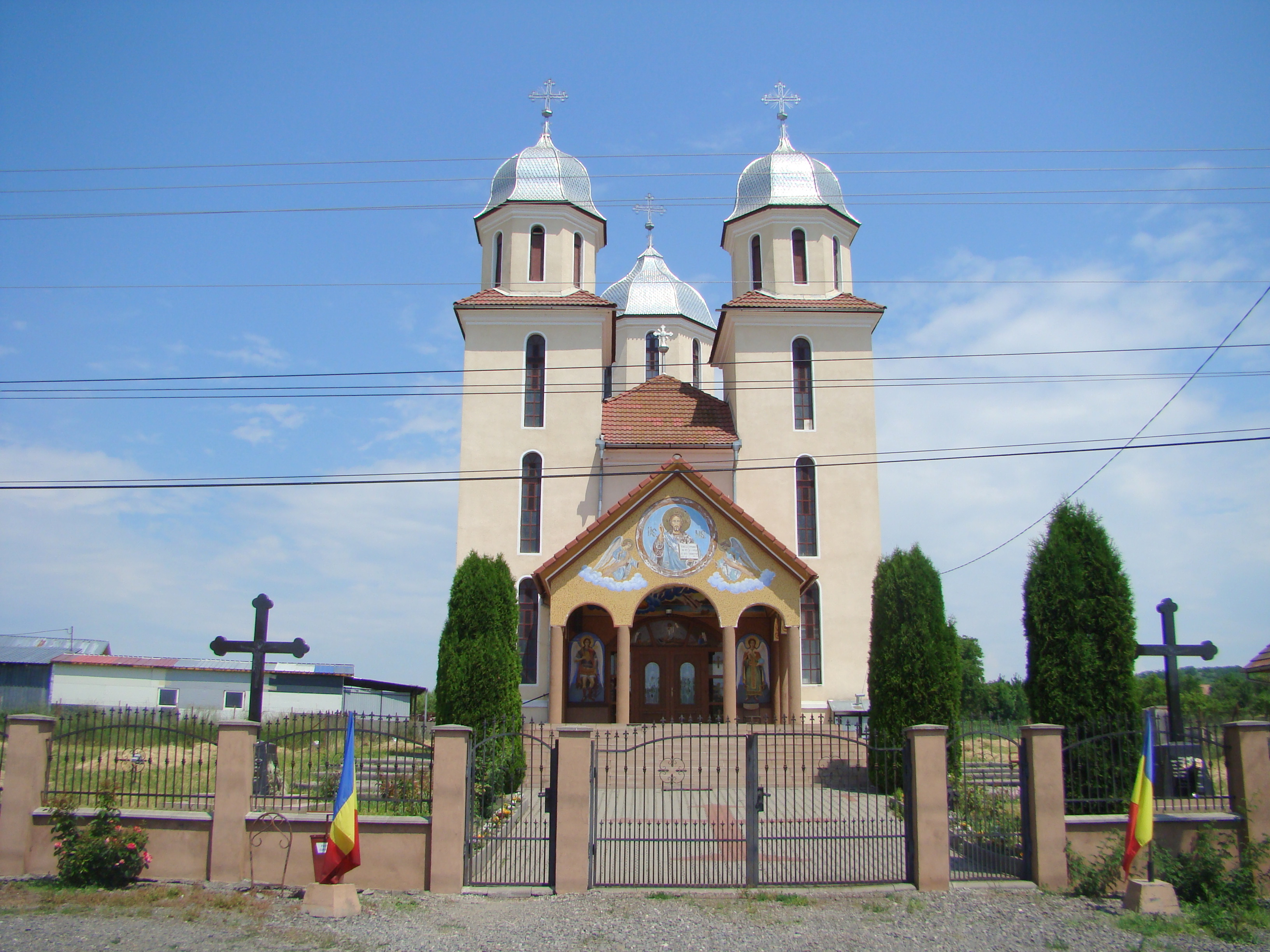
Biserica ortodoxă din Dedrad
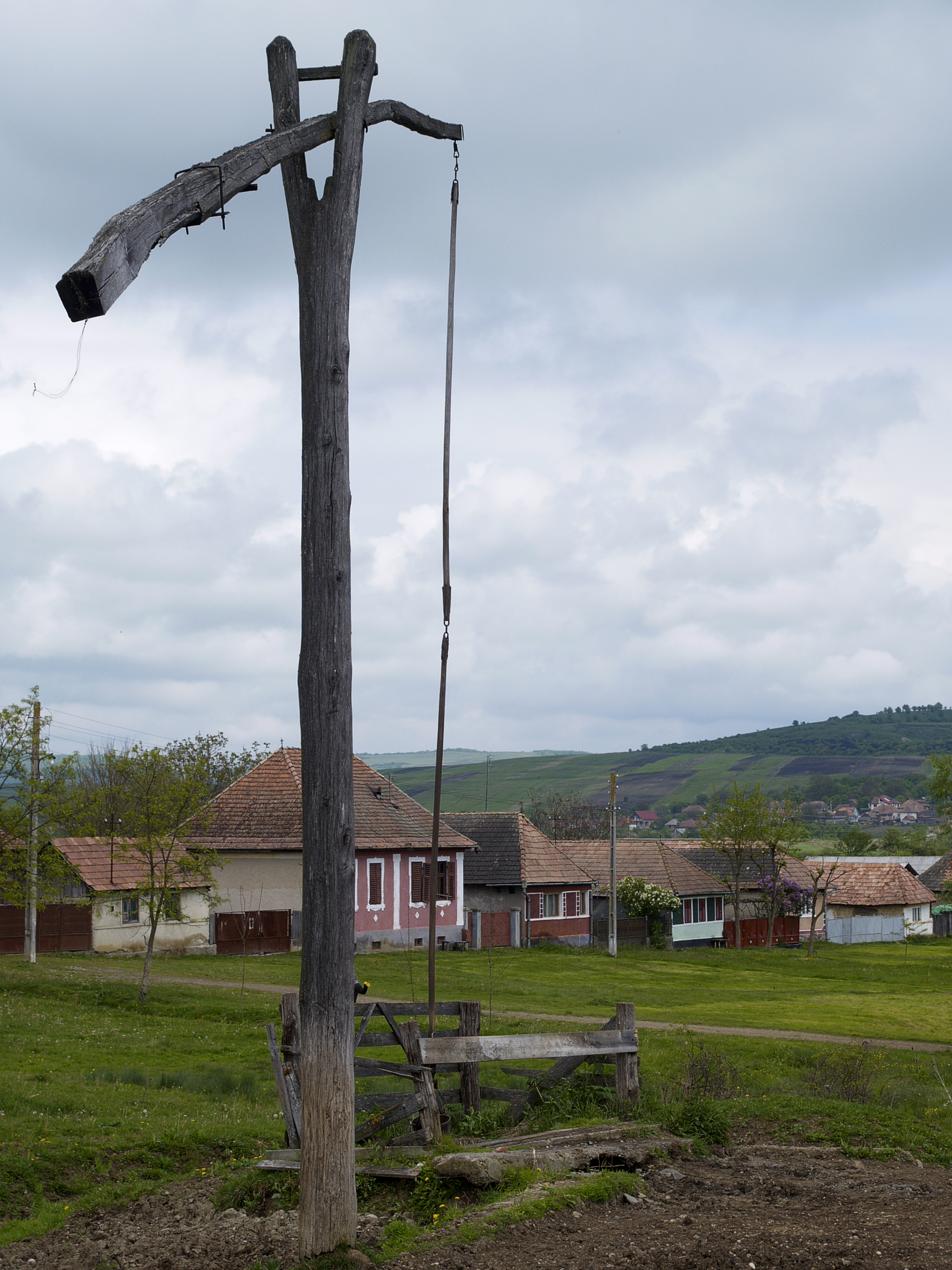
Fântână cu cumpănă
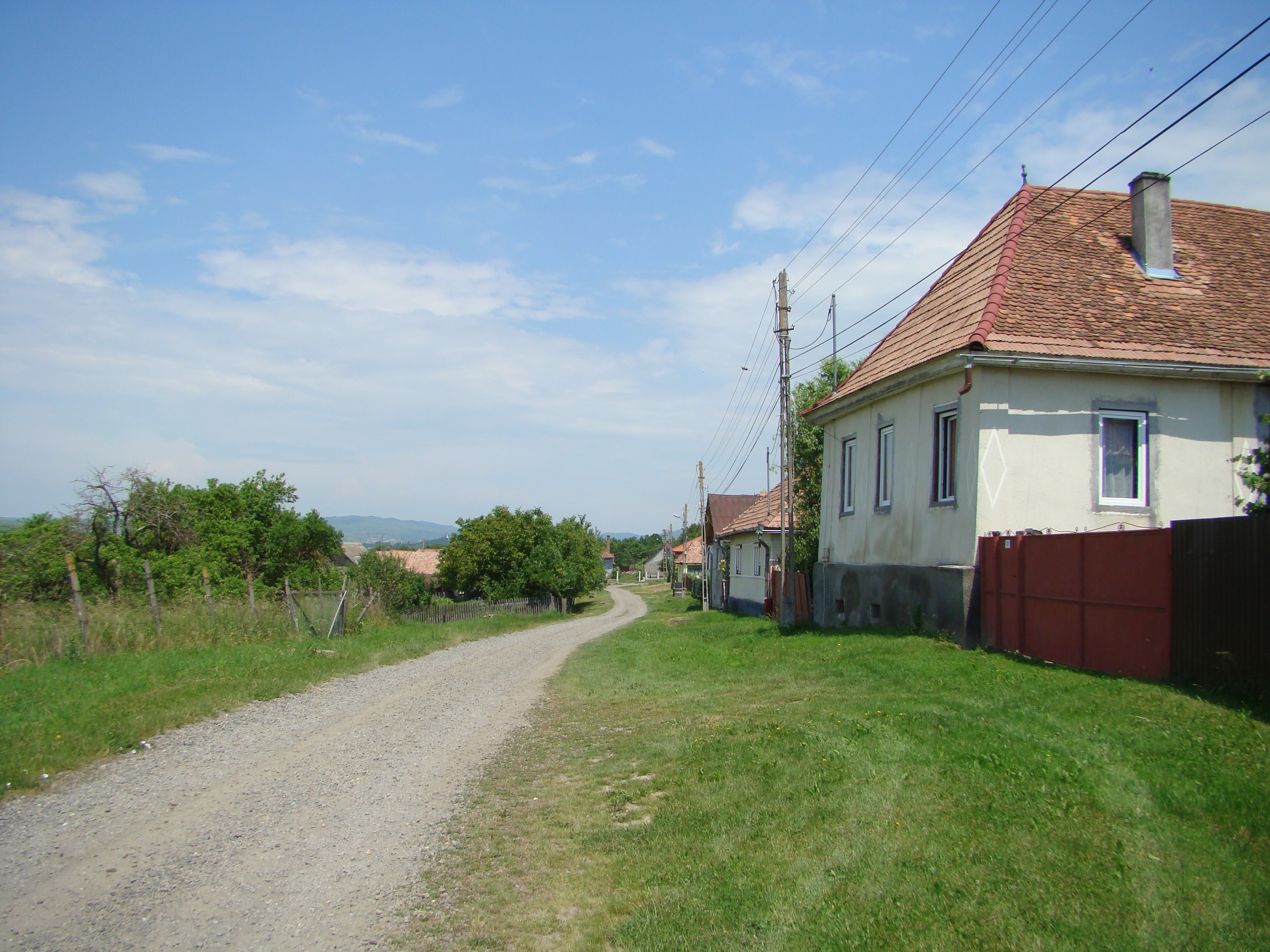
Dedrad
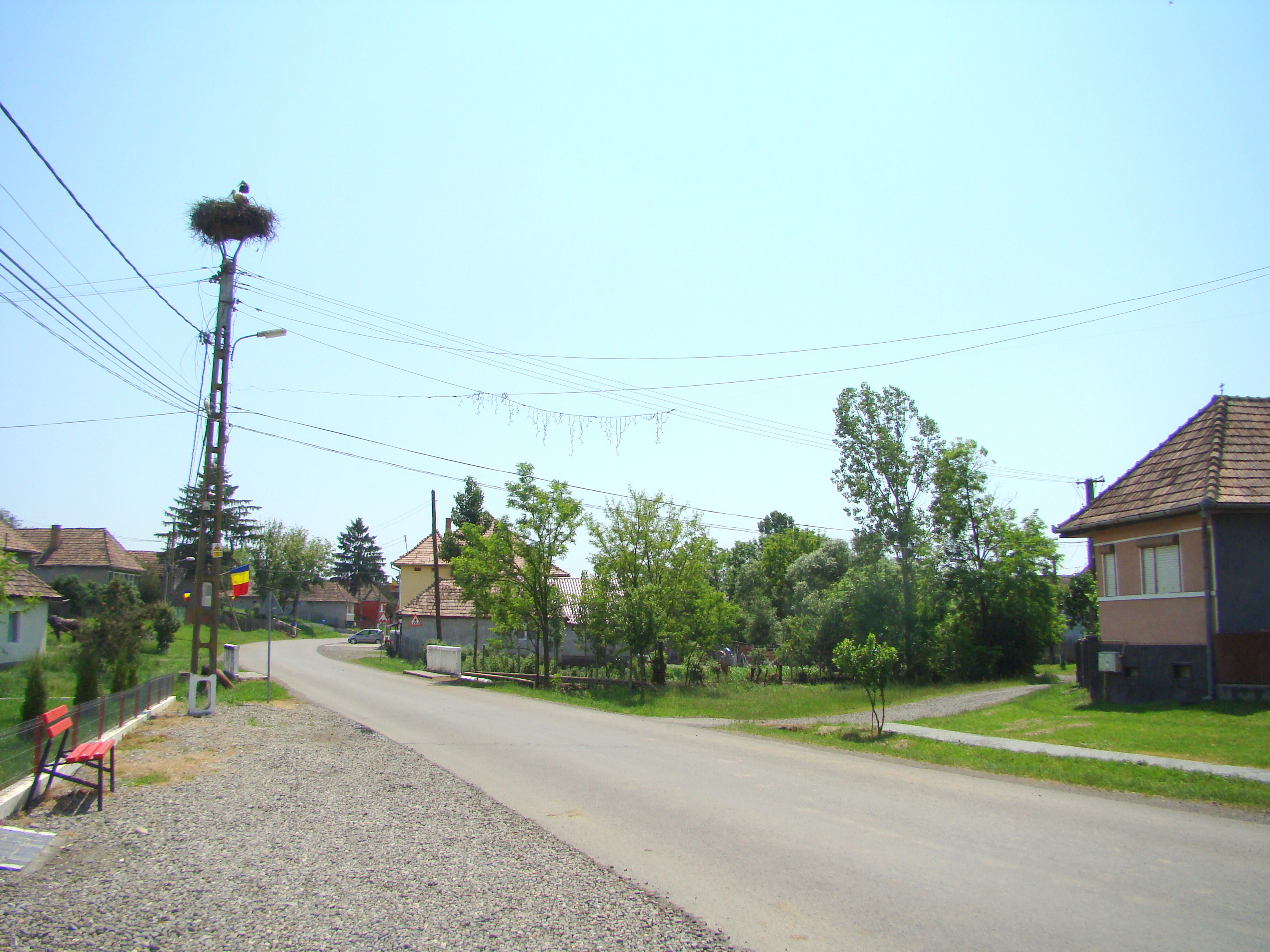
Goreni
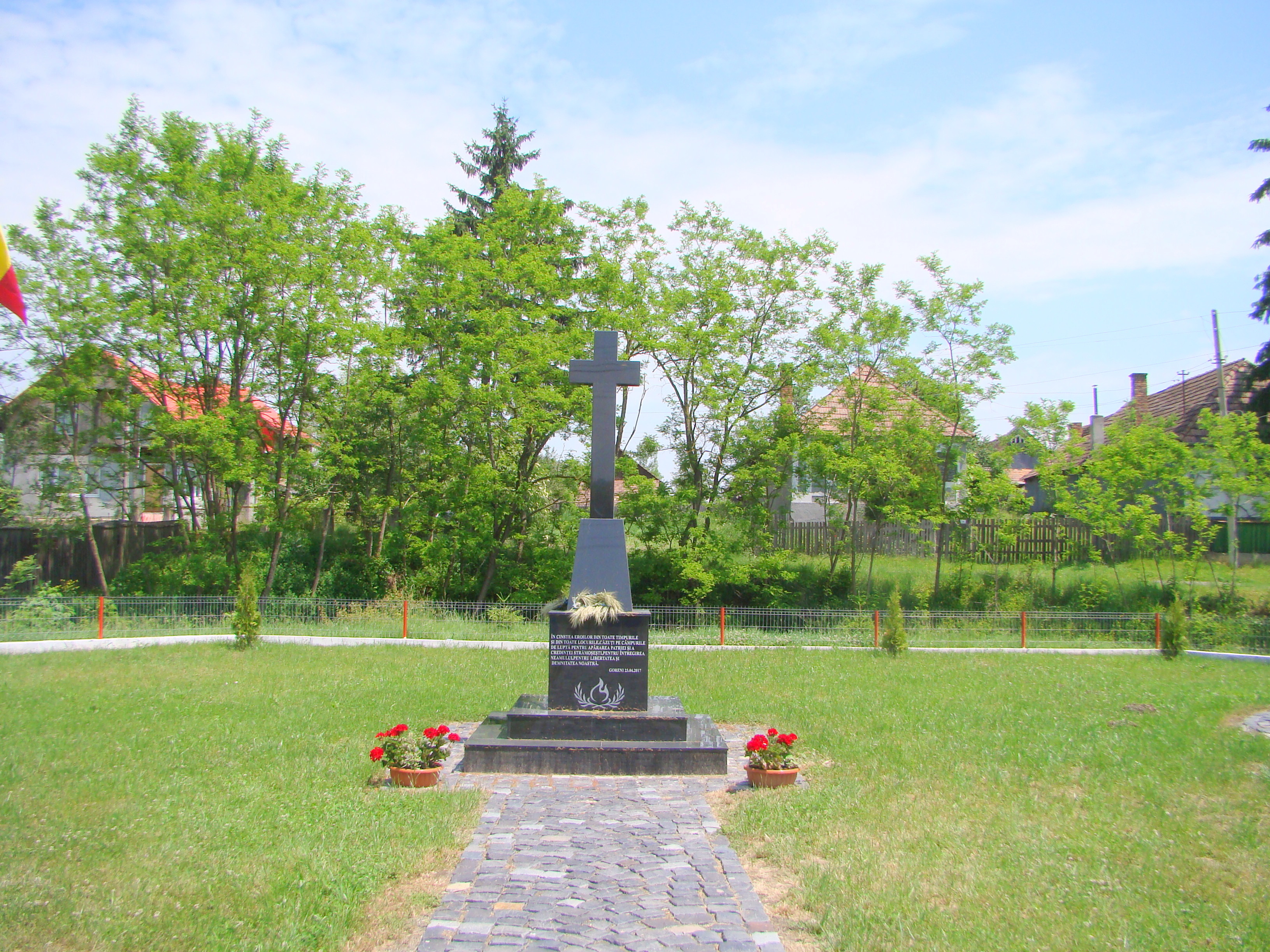
Monumentul eroilor
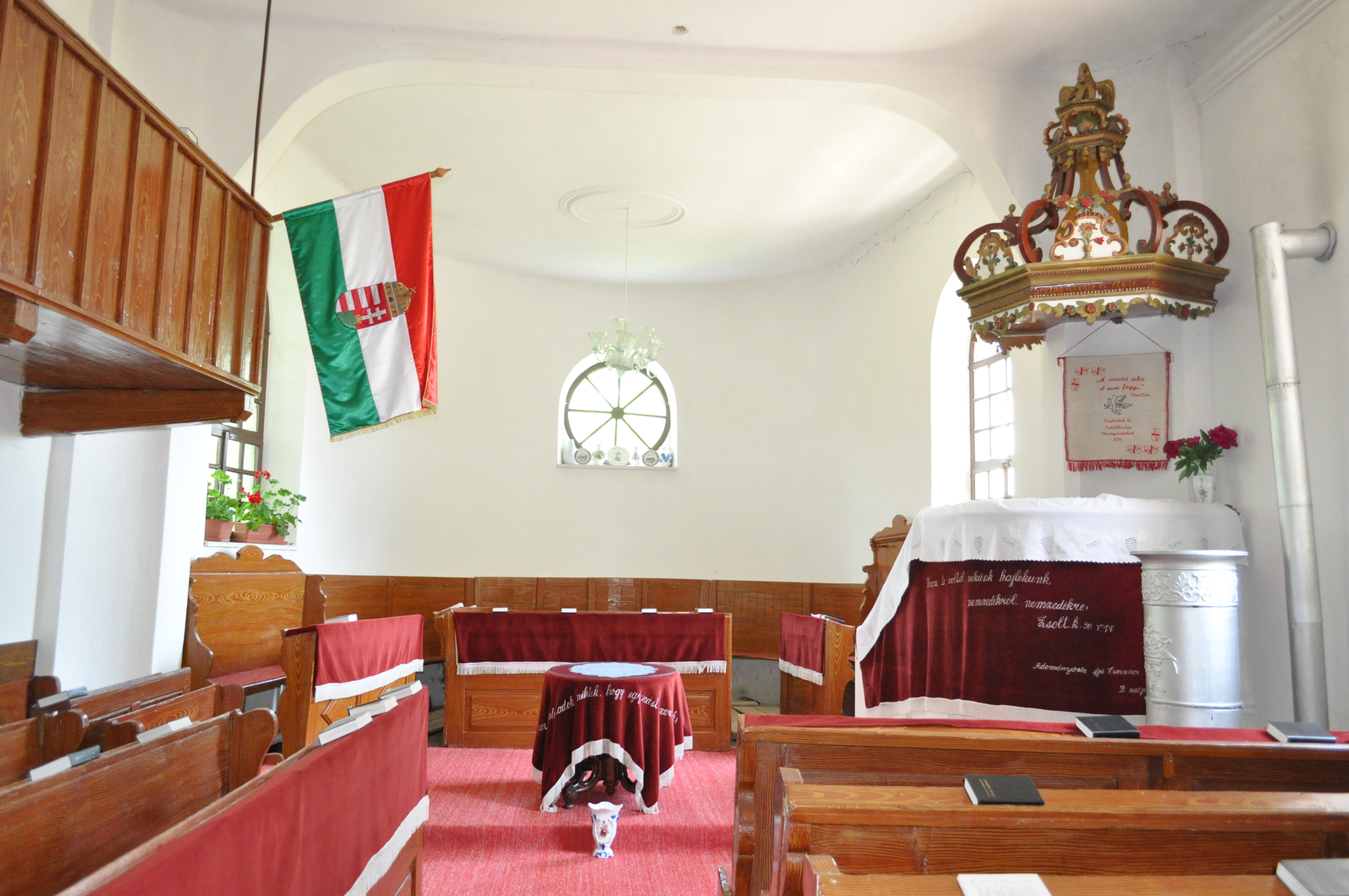
Biserica reformată din Goreni (monument istoric)
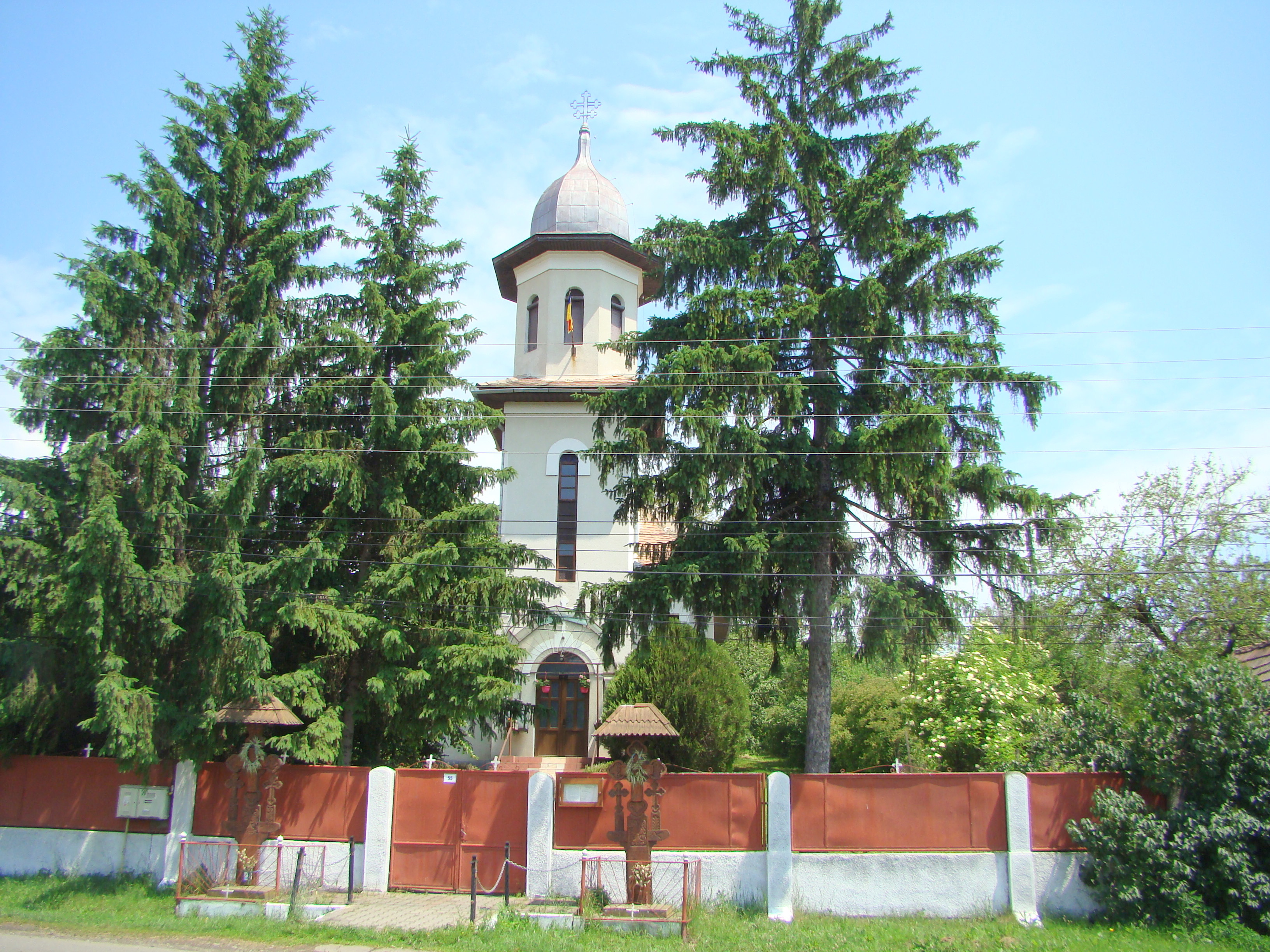
Biserica ortodoxă din Goreni
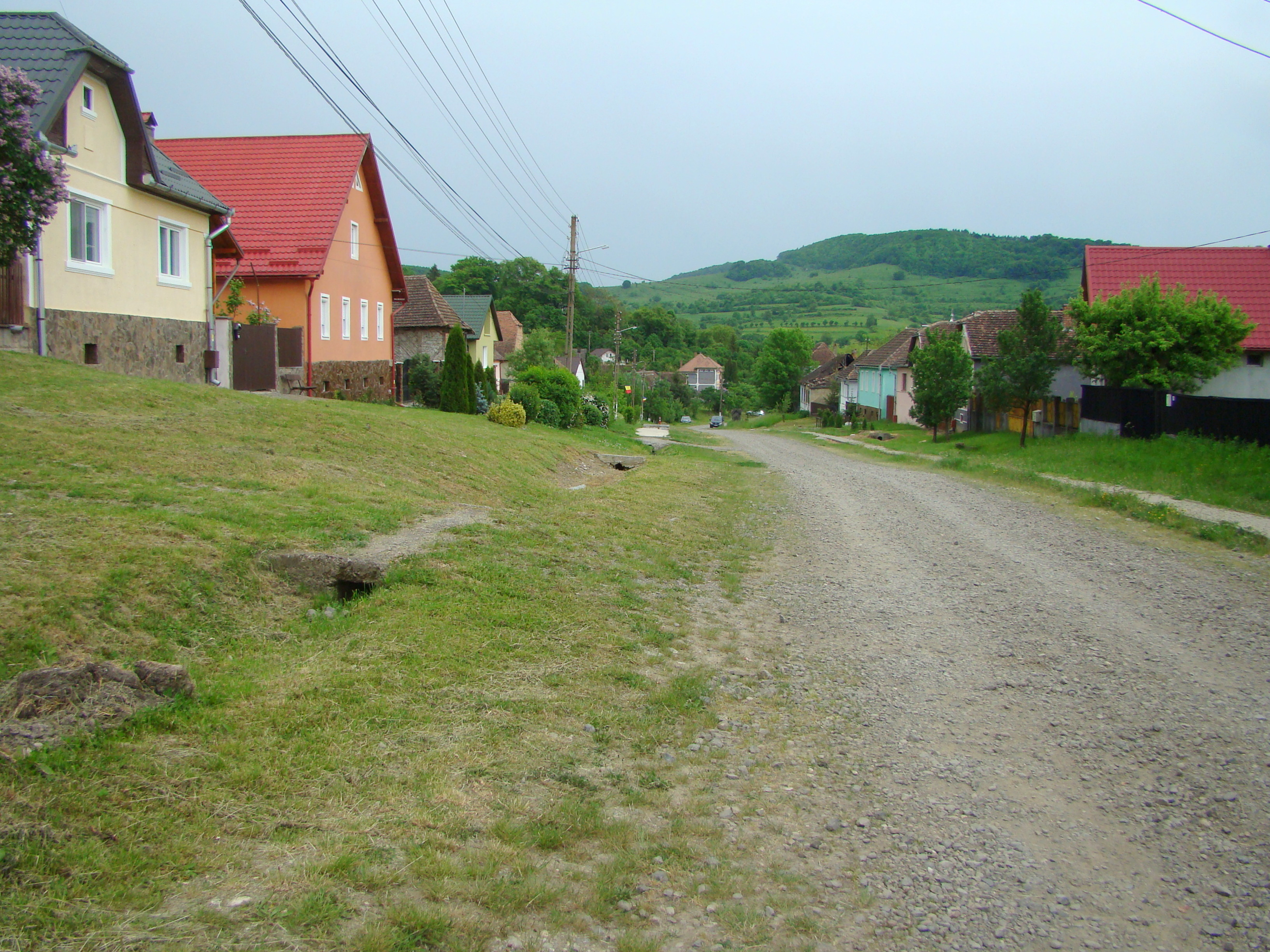
Uila
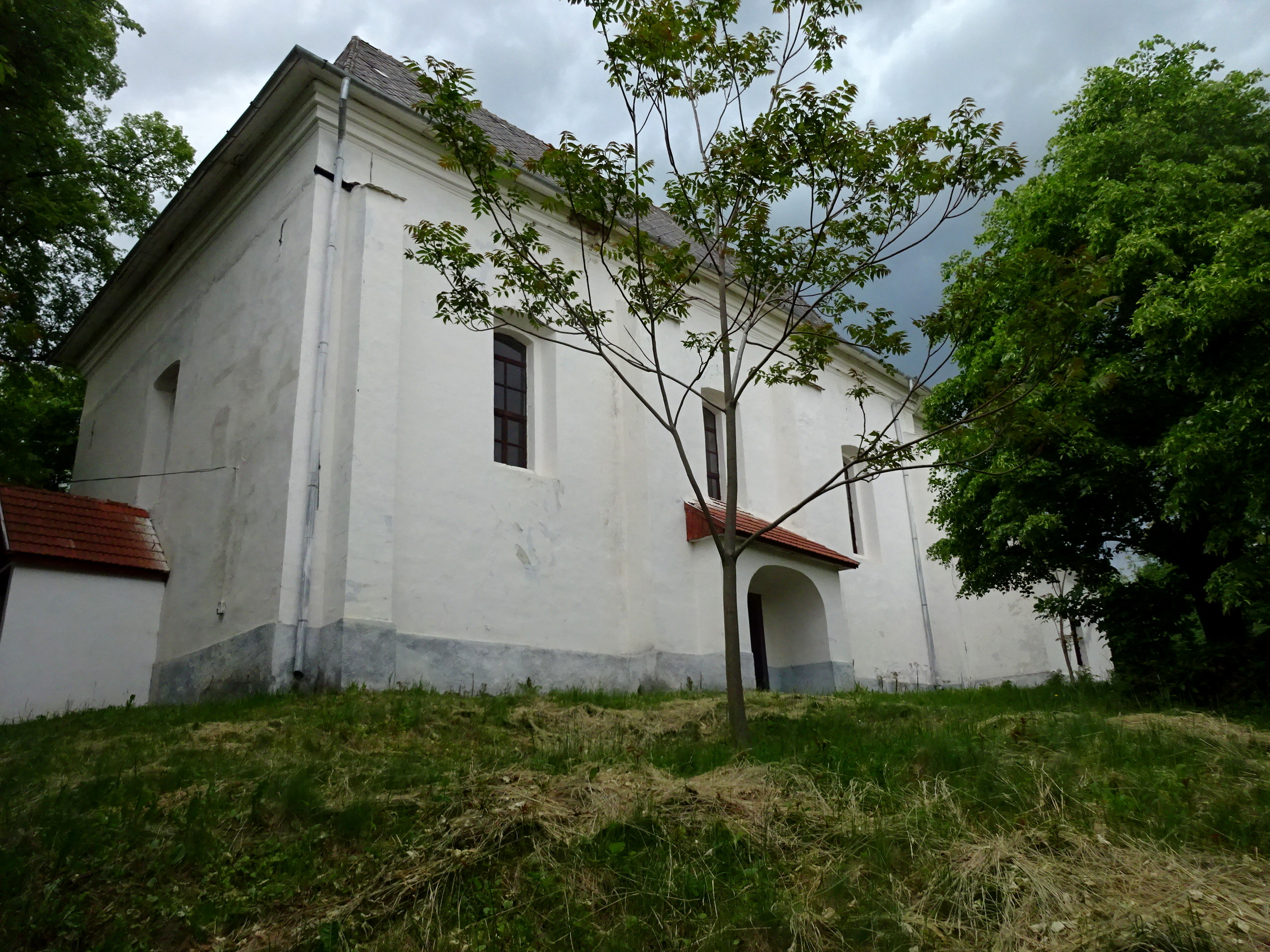
Biserica evanghelică din Uila (monument istoric)
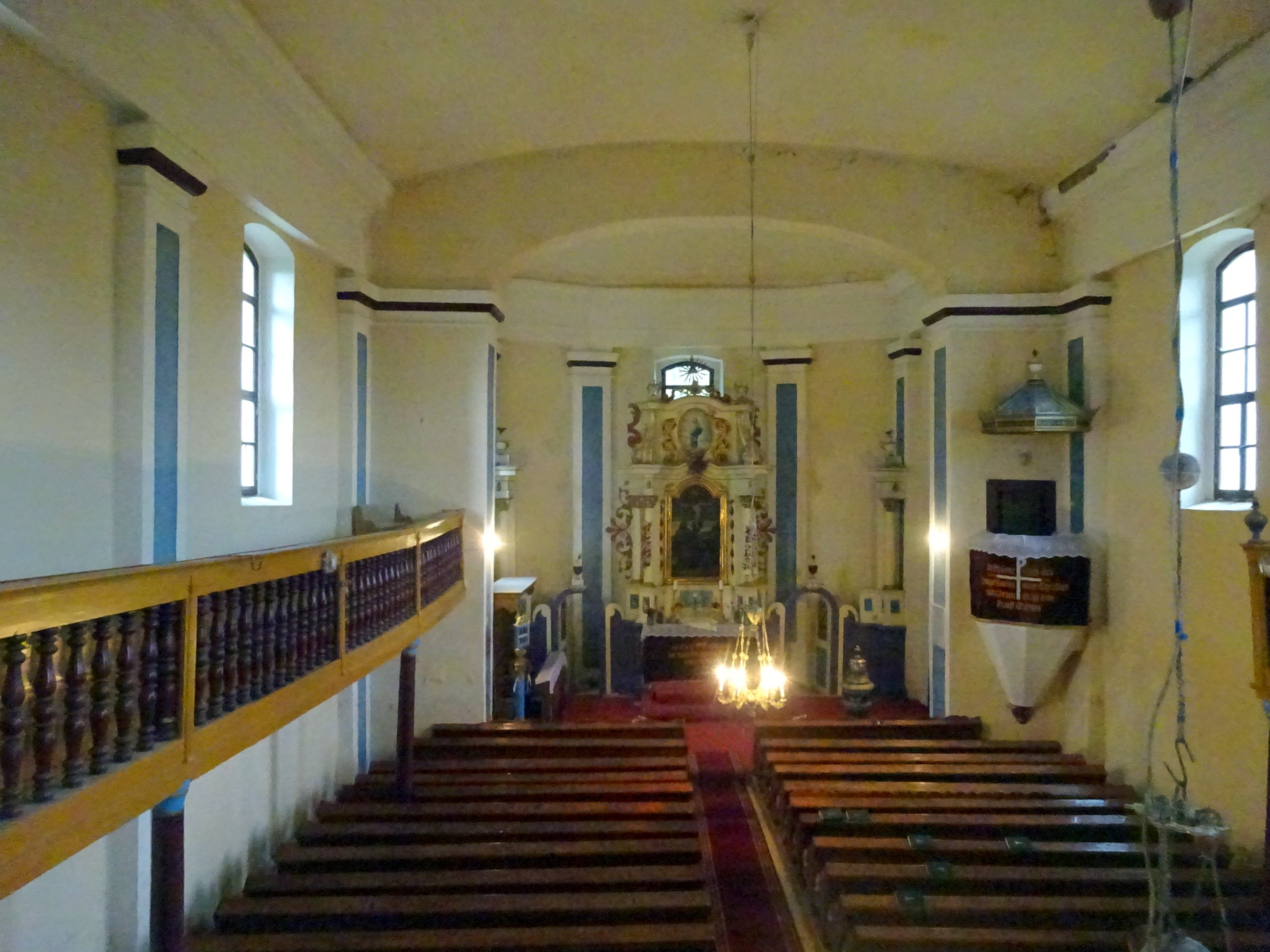
Biserica evanghelică din Uila (monument istoric)
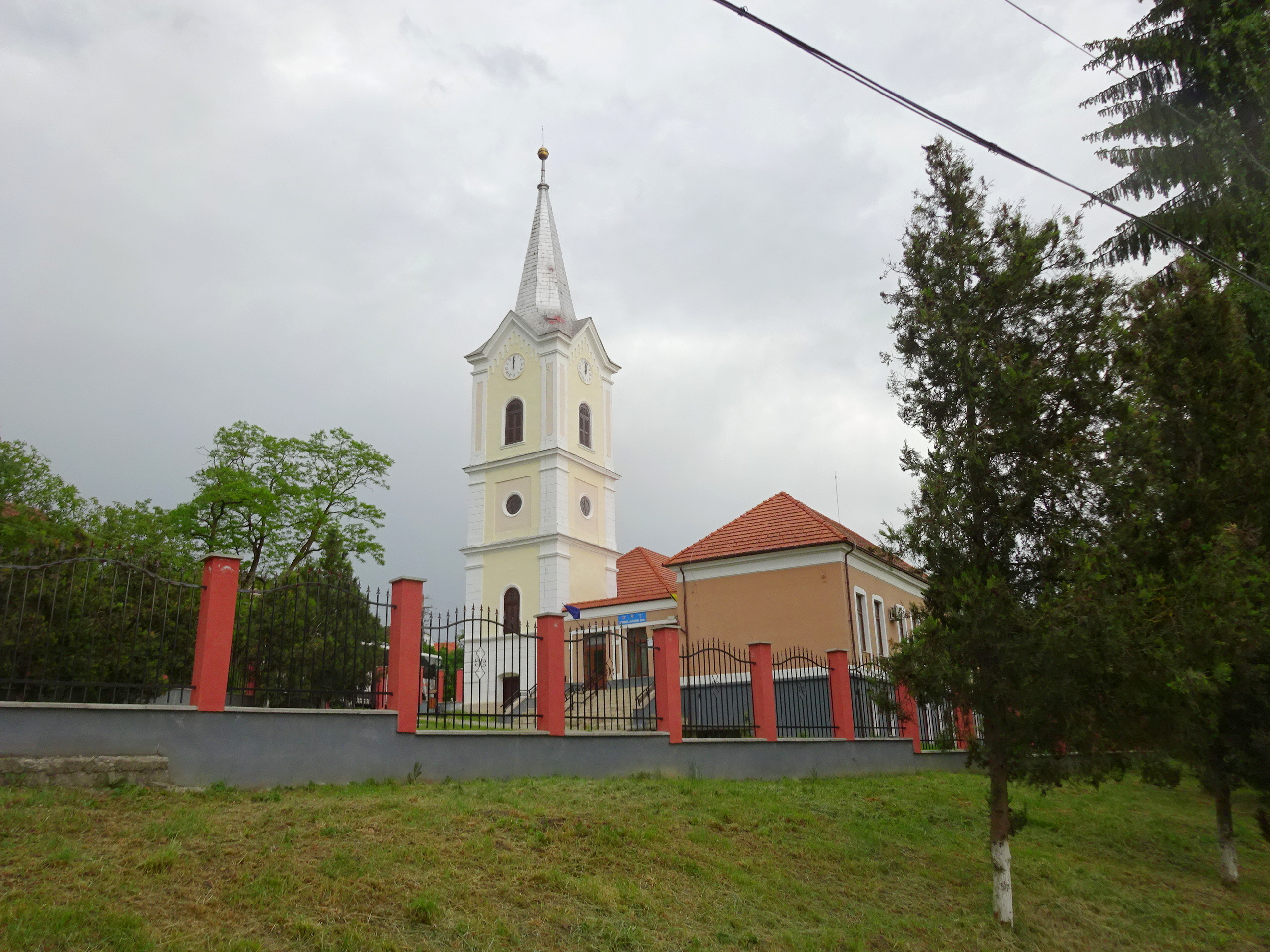
Uila
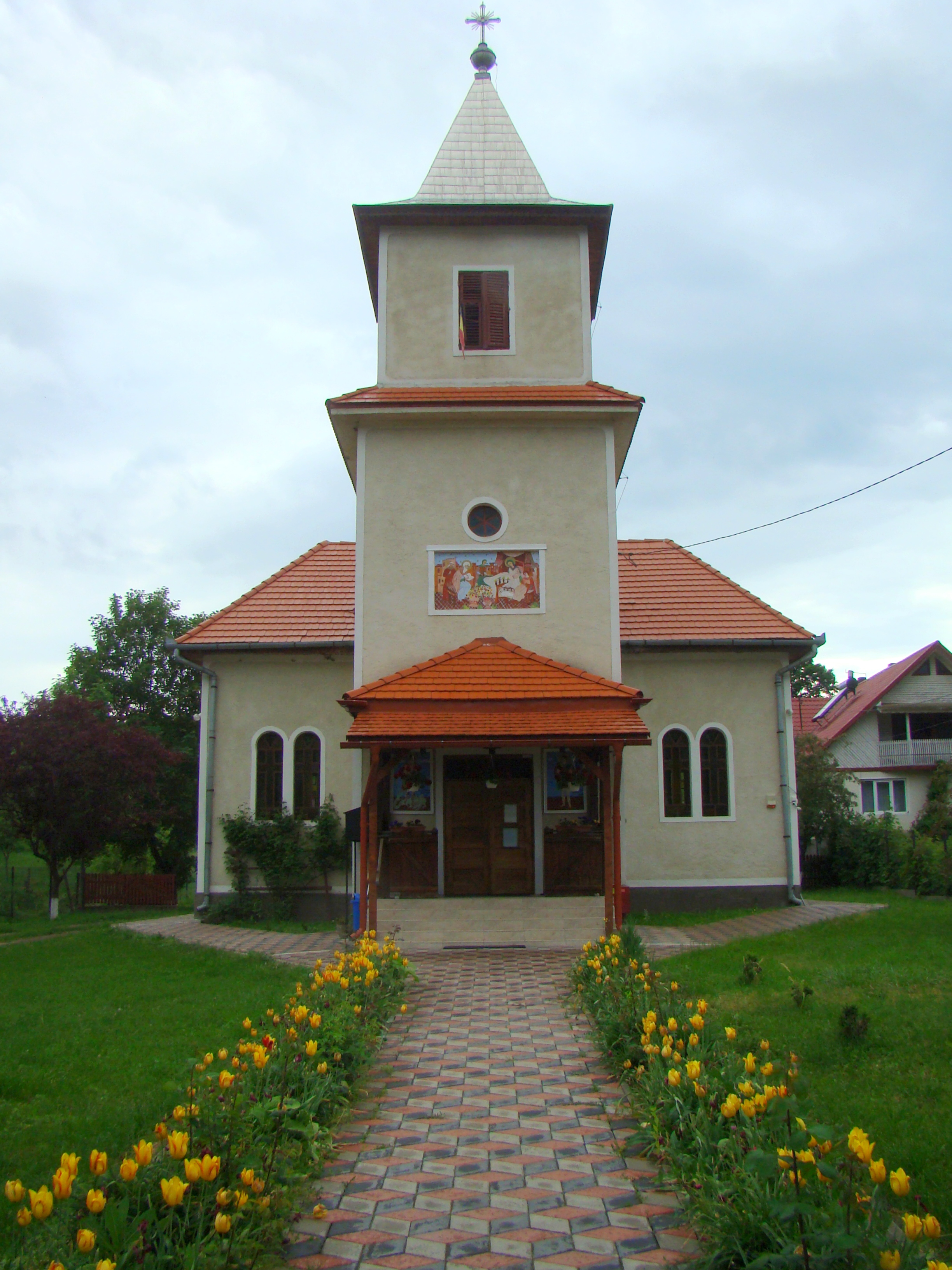
Biserica ortodoxă din Uila
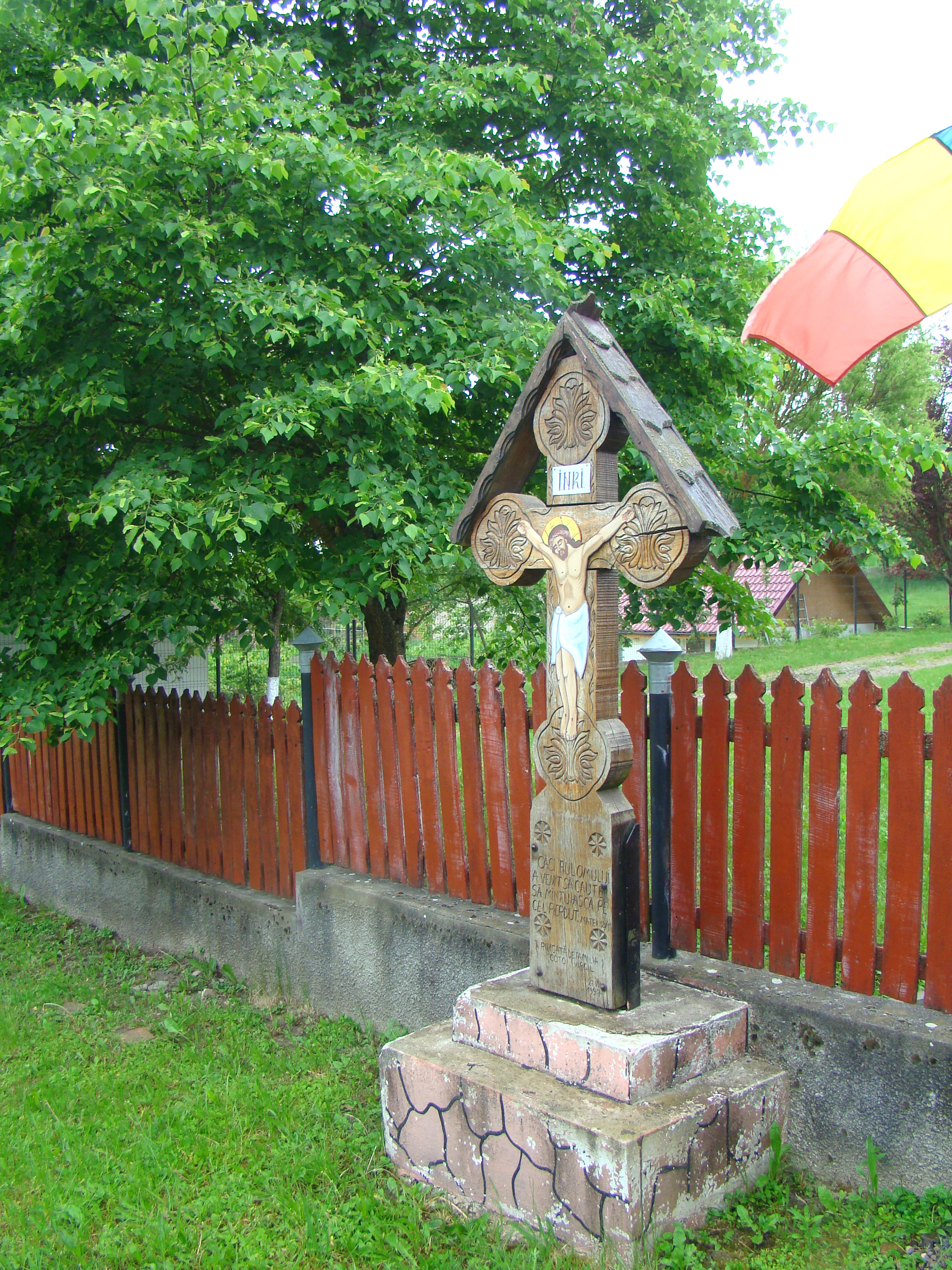
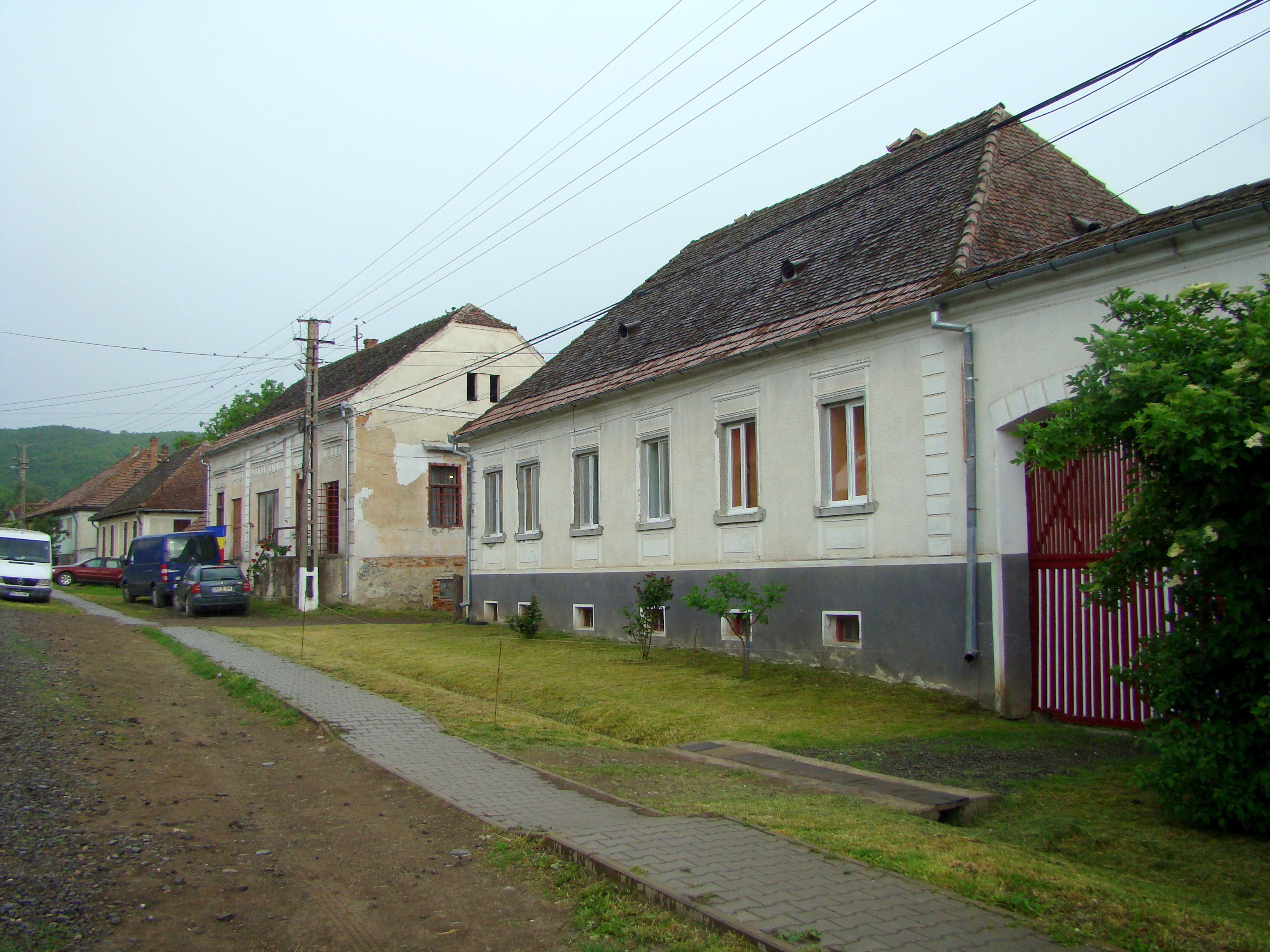
Uila